# Nivarana
Die fünf Nivarana (Pali: pañca nīvaraṇāni ; dt.: fünf Hemmungen, fünf Hemmnisse oder fünf Hindernisse) sind ein wichtiges Konzept der buddhistischen Geistesschulung, das in den grundlegenden Schriften des Pali-Kanons mehrmals (AN I 2, AN IX 64) behandelt wird, wie auch die Methoden, um diese Hindernisse für die Übungen der Achtsamkeit und Meditation vorübergehend zurückzudrängen oder gänzlich zu überwinden (vgl. Satipatthana Sutta, DN 22, MN 10 und AN IX 40).

## Mentale Zustände
Die Nivarana stellen negative mentale Zustände dar, die nach buddhistischer Lehre von einer erfolgreichen Meditation und letztendlich von der Erleuchtung fortführen. „Hemmung“ bezieht sich auf die Harmonie des Geistes. Jede der fünf stört einen besonderen Faktor des Geistes, behindert die „Einsicht“ (vipassana) und verhindert so die Wirklichkeitserkenntnis. Diese nichtgetreue Widerspiegelung der Wirklichkeit im Geist wird im Brāhmana-Vagga (AN V 193) bildhaft als das Nichterkennen des eigenen Spiegelbildes in Wasser geschildert.
Die Hindernisse sind im Einzelnen:
1. Sinnenlust, sinnliches Begehren (auch: Sinneslust) (p. kāma-chanda), metaphorischer Vergleich im Brāhmana-Vagga: Farbe, die Wasser trübt.[3]
2. Übelwollen, Ablehnung (auch: Hass) (p. vyāpāda), metaphorischer Vergleich im Brāhmana-Vagga: kochendes Wasser.[3]
3. Stumpfheit und Mattheit (auch: Starrheit, Trägheit) (p. thīna-middha), metaphorischer Vergleich im Brāhmana-Vagga: von Algen durchwachsenes Wasser.[3]
4. Ruhelosigkeit und Aufgeregtheit (auch: Aufgewühltheit, Sorge, Gewissensunruhe) (p. uddhacca-kukkucca), metaphorischer Vergleich im Brāhmana-Vagga: von Wind aufgewühltes Wasser.[3]
5. skeptischer Zweifel (p. vicikicchā), metaphorischer Vergleich im Brāhmana-Vagga: Wasser bei Dunkelheit.[3]

## Erläuterungen
Dem sinnlichen Begehren steht Entsagung gegenüber. Sinnliches Begehren ist die Befriedigung an, das Sichverlieren in, oder das Sicherfreuen an irgendetwas Angenehmen, das den Geist lockt und fasziniert und sein Strahlen verdunkelt. Es ist wie rote Farbe, die in klares Wasser geschüttet, dem Wasser seine Klarheit nimmt, so dass man die Dinge am Grund nicht mehr erkennen kann.
Das Übelwollen steht dem Wohlwollen gegenüber. Ein Geist mit Übelwollen ist von Ärger angekränkelt, und das äußert sich in Form von Ablehnung, Verweigern, Unzufriedenheit, Widerwillen, Gereiztheit und ähnlichen solcher unerwünschten Zustände. Im Zustand des Übelwollens ‚kocht‘ der Geist und ist deshalb nicht klar, wie Wasser, wenn es kocht, nicht länger klar ist und man die am Grund liegenden Dinge nicht länger erkennen kann.
Mattheit steht der Wahrnehmung von Licht gegenüber. Sie ist hier gleichbedeutend mit Apathie, Schläfrigkeit und Langeweile. Der Geist, der von diesem Hindernis überwältigt wird, verliert sein Strahlen gerade so wie reines Wasser seine Klarheit verliert, wenn es so von Algen durchzogen und überwuchert ist, dass man die Dinge am Grund nicht mehr erkennen kann.
Die Ruhelosigkeit steht der Unerschütterlichkeit und Ausgeglichenheit gegenüber. Uddhacca heißt hervorbrechen, ausbreiten, verstreuen. Es geht um die sich ausbreitenden Gedanken als Ergebnis übermäßigen Interesses an etwas oder jemand. Kukkucca sind Sorgen oder ein Sich-unwohl-Fühlen. Der Geist, der von diesen beiden Komponenten überwältigt, aufgewühlt oder erschüttert wird, ist seiner Klarheit genauso beraubt, wie bei vom Wind aufgepeitschtem Wasser die vielen Wellen verhindern, dass man die am Grund liegenden Dinge erkennen kann.
Dem skeptischen Zweifel steht das Urvertrauen und die Zuversicht gegenüber. Negative oder düstere Erwartungen werden durch das Wasser in dunkelster Nacht symbolisiert.